# Modellbau zu Malsch
Als Modellbau zu Malsch bezeichnet man einen in den Jahren 1909 bis 1910 errichteten kuppelförmigen Saalbau, der als Vorentwurf zum Goetheanum gilt und vom Waldorflehrer Ernst August Karl Stockmeyer gemeinsam mit seinem Vater Karl Stockmeyer nach Ideen von Rudolf Steiner in Malsch bei Karlsruhe entworfen wurde. Der Bau wurde erst in den Jahren 1958 bis 1965 durch den Architekten Albert von Baravalle vollendet und ist seit 1976 vom Landesdenkmalamt Baden-Württemberg als Kulturdenkmal anerkannt. Um die Unterhaltung des Bauwerks kümmert sich der Modellbauverein Malsch, der auf Anfrage Führungen anbietet.

## Geschichte
Der damals 21-jährige Ernst August Karl Stockmeyer war als Teilnehmer der Deutschen Sektion der Theosophischen Gesellschaft am Münchener Kongress 1907 beeindruckt von der künstlerischen Einrichtung des gemieteten Veranstaltungssaals. Dieser inspirierte ihn zu einem eigenen Kuppelbau, der durch tragende Säulen gegliedert sein sollte. Durch eine Anfrage an Steiner im Sommer 1908 angeregt, entstand die Idee, einen kryptaartigen Innenbau mit elliptischem Grundriss zu gestalten. Im August 1908 legte Stockmeyer einen Entwurf für einen Saalbau vor, der eine Säulenhöhe von drei Metern vorsah. Nachdem Steiner am 20. August in Malsch einen Besuch abgestattet hatte, verringerte Stockmeyer seinen Entwurf auf eine Säulenhöhe von nur noch 87 Zentimetern bei einer Gesamthöhe der Säulen mit Mäuerchen von 174 Zentimetern. Möglicherweise war Steiner mit einer Errichtung eines monumentalen Bauwerks, wie es Stockmeyer erwogen hatte, nicht einverstanden. Zum einen bot der Entwurf keine geeignete Bühnenfläche und Zuschauerraum für Aufführungen. Zum anderen war der Ort im einsamen Malscher Waldgebiet auch verkehrstechnisch schwer erreichbar.
Am Rohbau mit offenem Dach wurde in einer bewusst ausgewählten Vollmondnacht vom 5. auf den 6. April 1909 unter Teilnahme von Rudolf Steiner und seiner späteren Frau Marie von Sivers die Grundsteinlegung vollzogen. Nach Fertigstellung im Jahr 1910 diente der Bau Hilde Stockmeyer, der Schwester von Ernst August Karl Stockmeyer, als Versammlungsort für die Malscher Loge Franz von Assisi der Theosophischen Gesellschaft. Seit 1913 ist Franz von Assisi Zweig der Anthroposophischen Gesellschaft. Danach verwaiste der Bau lange Zeit und diente während des Zweiten Weltkriegs als Übernachtungscamp für Soldaten. Erst in den Jahren von 1958 bis 1965 wurde der Bau auf private Initiative von der Anthroposophin Klara Boerner und dem Dornacher Architekten Albert von Baravalle restauriert und fertiggestellt. Seither kümmert sich ein Verein um den Erhalt des Bauwerks, der 1976 durch das Landesdenkmalamt als Kulturdenkmal eingestuft wurde.

## Beschreibung
Das Malscher Modell weist einige Ähnlichkeiten zur künstlerischen Dekoration und Gestaltung des Saals auf, in dem 1907 die Münchener Pfingstkonferenz der Deutschen Sektion der Theosophischen Gesellschaft stattfand. Die Ost-West-Orientierung des Baus ist nach Steiner ein besonderes Charakteristikum eines Rosenkreuzertempels.
Das Innere des Bauwerks mit elliptischem Grundriss wird von 14 jeweils 87 Zentimeter hohen, tragenden Säulen gebildet. Diese sind auf ein hüfthohes, umlaufendes  Mäuerchen gesetzt, wodurch innen ein optisch fast abgeschlossener Raum entsteht, um welchen herum eine Art Wandelgang führt. Von jedem dieser beiden Raum-Teile aus ist der Blick zwischen den Säulen hindurch auf den jeweils anderen Teil möglich. Der Innenraum, der kleinere Versammlungen beherbergen kann, weist eine Scheitelhöhe von 261 Zentimetern auf. Das Ellipsoid der Hauptkuppel misst in der Senkrechten 174 Zentimeter und 281 Zentimeter in Ost-West-Richtung – diese Maße stehen im Verhältnis des Goldenen Schnitts – sowie 232,3 Zentimeter in Nord-Süd-Richtung, was dem geometrischen Mittel der beiden anderen Achsmaße entspricht. Die Säulen sind von einem Umgang mit Gewölbedecke umgeben. Im Zentralgewölbe ist (ziemlich weit oben) ein kleines rundes Fenster (ein sogenanntes Ochsenauge) so angebracht, dass zum Frühlingsanfang gegen 9 Uhr das Sonnenlicht auf die erste nördliche Säule fällt. Die Innenwände des Bauwerks sind krapprot gefärbt und mit den sieben Planetensymbolen verziert. Auf der indigoblauen Kuppel sind die zwölf Tierkreiszeichen dargestellt.

## Rezeption
Zeitgleich mit dem Goetheanum-Arboretum im Taunus wurde 2001 ein kleinerer Baumkreis, der die Maßverhältnisse des Malscher Modellbaus trägt, am Fuschlsee gepflanzt.